# زیرپایه (توپولوژی)
در توپولوژی، زیرپایه (به انگلیسی: Subbase/Subbasis) برای فضای توپولوژیکی چون {\displaystyle X} با توپولوژی {\displaystyle T}، زیرگردایه ای چون {\displaystyle B} از {\displaystyle T} است که {\displaystyle T} را تولید می کند، بدین گونه که {\displaystyle T} کوچکترین توپولوژی شامل {\displaystyle B} است. برخی مؤلفان تعریفشان کمی متفاوت تر است، همچنین تعاریف معادل دیگری نیز برای زیرپایه وجود دارد که در ادامه بحث می شود.